# Іст-Самтер (Південна Кароліна)
Іст-Самтер (англ. East Sumter) — переписна місцевість (CDP) в США, в окрузі Самтер штату Південна Кароліна. Населення — 1135 осіб (2020).

## Географія
Іст-Самтер розташований за координатами 33°55′37″ пн. ш. 80°17′34″ зх. д. / 33.92694° пн. ш. 80.29278° зх. д. (33.926946, -80.292900).  За даними Бюро перепису населення США в 2010 році переписна місцевість мала площу 8,61 км², з яких 8,59 км² — суходіл та 0,01 км² — водойми.

## Демографія
Згідно з переписом 2010 року, у переписній місцевості мешкали 1343 особи в 525 домогосподарствах у складі 374 родин. Густота населення становила 156 осіб/км².  Було 579 помешкань (67/км²).
Расовий склад населення:
| - 51,2 % — чорних або афроамериканців - 43,3 % — білих - 0,6 % — азіатів - 0,4 % — корінних американців - 4,1 % — осіб інших рас |

До двох чи більше рас належало 0,4 %. Частка іспаномовних становила 6,0 % від усіх жителів.
За віковим діапазоном населення розподілялося таким чином: 24,9 % — особи молодші 18 років, 60,4 % — особи у віці 18—64 років, 14,7 % — особи у віці 65 років та старші. Медіана віку мешканця становила 37,8 року. На 100 осіб жіночої статі у переписній місцевості припадало 85,2 чоловіків;  на 100 жінок у віці від 18 років та старших — 85,8 чоловіків також старших 18 років.
Середній дохід на одне домашнє господарство  становив 43 905 доларів США (медіана — 31 905), а середній дохід на одну сім'ю — 53 852 долари (медіана — 48 750). Медіана доходів становила 26 923 долари для чоловіків та 29 471 долар для жінок. За межею бідності перебувало 20,5 % осіб, у тому числі 17,7 % дітей у віці до 18 років та 3,1 % осіб у віці 65 років та старших.
Цивільне працевлаштоване населення становило 517 осіб. Основні галузі зайнятості: освіта, охорона здоров'я та соціальна допомога — 33,5 %, виробництво — 22,6 %, роздрібна торгівля — 12,8 %, будівництво — 7,9 %.